# Пизяевка
Пизяевка — река в России, протекает в Башмаковском районе Пензенской области. Правый приток реки Орьев.

## География
Река Пизяевка берёт начало у населённого пункта Александровка. Течёт в северо-западном направлении по открытой местности. Устье реки находится у железнодорожной станции Хутор в 33 по правому берегу реки Орьев. Длина реки составляет 21 км.

## Данные водного реестра
По данным государственного водного реестра России относится к Окскому бассейновому округу, водохозяйственный участок реки — Цна от города Тамбов и до устья, речной подбассейн реки — Мокша. Речной бассейн реки — Ока.
По данным геоинформационной системы водохозяйственного районирования территории РФ, подготовленной Федеральным агентством водных ресурсов:
- Код водного объекта в государственном водном реестре — 09010200312110000029690
- Код по гидрологической изученности (ГИ) — 110002969
- Код бассейна — 09.01.02.003
- Номер тома по ГИ — 10
- Выпуск по ГИ — 0